# グランドパワーK100
グランドパワー K100は、スロバキアのグランドパワー社が開発した自動拳銃である。

## 概要
グランドパワー社の創業者であるヤロスラフ・クラチナ(Jaroslav Kuracina)が設計した。製品名はクラチナのKと、本人の当時の体重（100キログラム）に因む。
ベレッタPx4のようなポリマーフレームおよびロータリーバレルロッキングシステムを採用しており、ヨーロッパの市場で受け入れられた他、STIインターナショナル社によって「STI GP6」という名義でアメリカ市場に輸出された。
その後も競技向けなどに複数のモデルが販売されており、使用する弾薬も.22ロングライフル弾、.40S&W弾、.45ACP弾などのバリエーションがある。
また、K100の派生型として、グロック17のようなストライカー撃発機構を有するQ100が開発された。